# Buffalo (Oklahoma)
Buffalo é uma cidade  localizada no estado norte-americano de Oklahoma, no Condado de Harper.

## Demografia
Segundo o censo norte-americano de 2000, a sua população era de 1200 habitantes. 
Em 2006, foi estimada uma população de 1111, um decréscimo de 89 (-7.4%).

## Geografia
De acordo com o United States Census Bureau tem uma área de 
2,1 km², dos quais 2,1 km² cobertos por terra e 0,0 km² cobertos por água. Buffalo localiza-se a aproximadamente 553 m acima do nível do mar.

## Localidades na vizinhança
O diagrama seguinte representa as localidades num raio de 36 km ao redor de Buffalo. 